# Carige
Carige is een geslacht van vlinders van de familie spanners (Geometridae), uit de onderfamilie Larentiinae.

## Soorten
- C. bicuspis Prout, 1931
- C. combinata Warren, 1899
- C. cruciplaga Walker, 1861
- C. extremaria Leech, 1897
- C. flavidaria eech, 1897
- C. irrorata Butler, 1879
- C. lunulineata Moore, 1888
- C. rachiaria Swinhoe, 1891
- C. scutilimbata Prout, 1936